# Simon Collander-Brown
Simon Collander-Brown est un astronome britannique.
Il est diplômé de l'Université de Londres en 1998.
Le Centre des planètes mineures le crédite de la découverte de deux astéroïdes, effectuée dans le courant de l'année 2002 avec la collaboration d'Alan Fitzsimmons.
| (158589) Snodgrass | 23 juin 2002 |